# 쿠쿠타 데포르티보

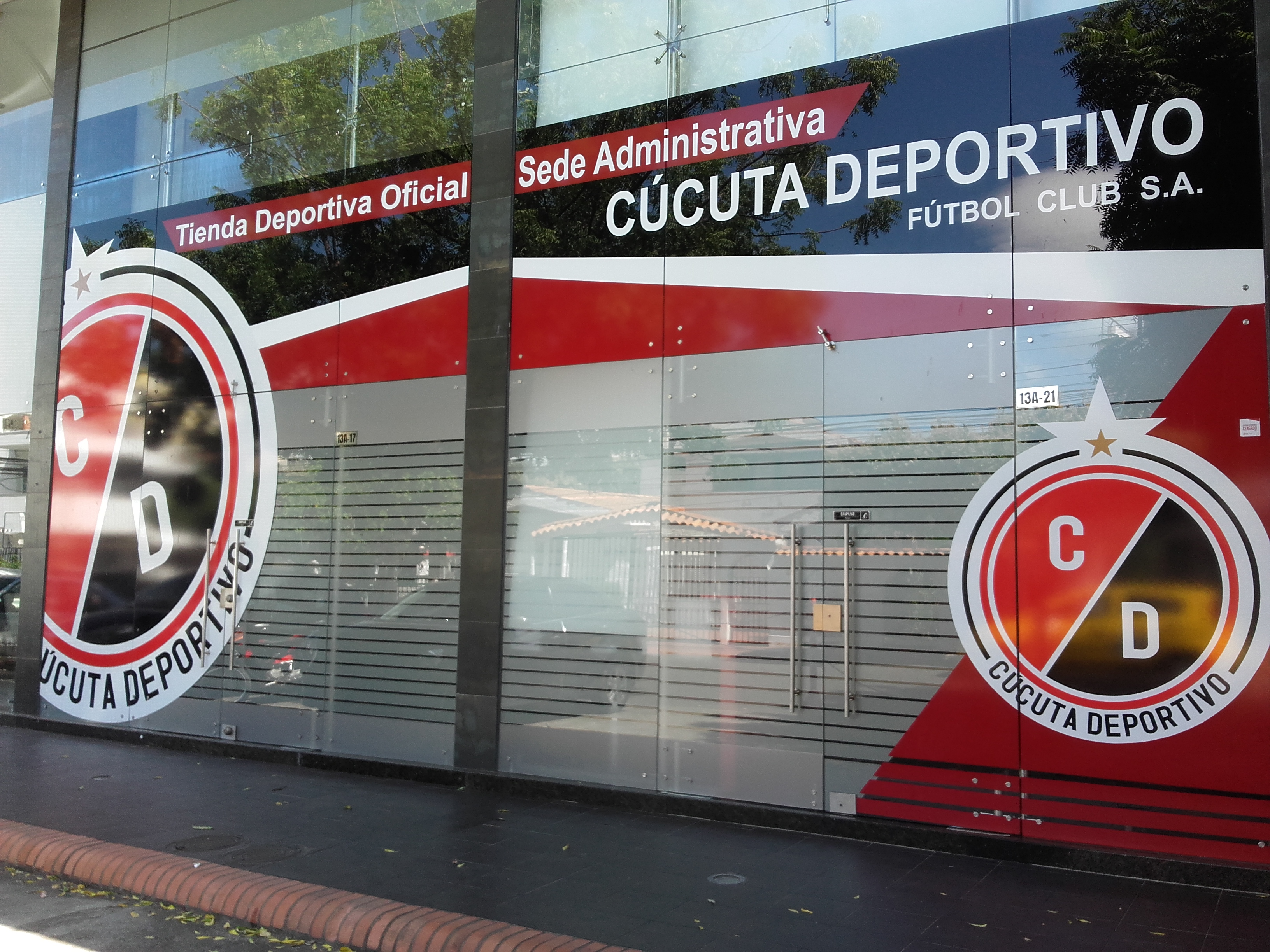

쿠쿠타 데포르티보(Cúcuta Deportivo)은 콜롬비아에 위치한 쿠쿠타를 연고로 하는 축구팀이다. 이 팀은 1924년에 창단하였다.

## 선수 명단

### 현역
참고: FIFA 자격 규정에 따라 소속된 국가대표팀 국기를 표시합니다. 선수는 복수의 FIFA 비회원국 국적을 가지고 있을 수 있습니다.
| 번호 | 포지션 | 국적     | 이름          |
| ---- | ------ | -------- | ------------- |
| 15   | MF     | 에콰도르 | 빈센트 제이미 |

| 번호 | 포지션 | 국적 | 이름 |
| ---- | ------ | ---- | ---- |

## 역대 감독
| 감독               | 임기 |
| ------------------ | ---- |
| 호르헤 루이스 핀토 | 2006 |
| 아니발 루이스      | 2008 |
| 호르헤 루이스 핀토 | 2009 |